# Ulcerate
Ulcerate (с англ. — «язвенный») — новозеландская дэт-метал группа из Окленда, созданная гитаристом Майклом Хоггардом и барабанщиком Джейми Сен-Мератом в 2000 году. На сегодняшний день группа выпустила семь полноформатных альбомов. Группа неоднократно признавалась как одна из самых выдающихся экстремальных метал-групп Новой Зеландии, много гастролировала по Северной Америке и Европе, и их положительно сравнивали с такими группами, как Neurosis и Gorguts. Звучание группы описывают как «тошнотворное, дезориентирующее и крайне дисгармоничное» и характеризуют как крайне техничный дэт-метал с широким использованием диссонансов, изменений размеров и сложных структур песен.

## История

### Ранние годы (2000—2005)
Основной состав Ulcerate, включая Джейми Сен-Мерата, Майкла Хоггарда и Марка Сини, образовался в 2000 году под названием Bloodwreath. В начале 2002 года к составу добавились гитарист Джаред Коммерер и вокалист Джеймс Уоллес, вместо ушедшего Сини. Группа начала писать материал для своей дебютной записи Demo 2003 и сменила название на Ulcerate перед его выпуском. В 2004 году группа выпустила своё второе демо, The Coming of Genocide. Обе демо-записи впоследствии были скомпилированы и выпущены на лейблах The Flood Records и Deepsend Records под названием The Coming of Genocide.

### Of Fracture and FailureиEverything is Fire(2006—2009)
В начале 2006 года Ulcerate подписали контракт с Neurotic Records. Вокалист Джеймс Уоллес покинул группу в 2006 году, когда они готовились к записи своего первого полноформатного альбома Of Fracture and Failure. Бен Рид был нанят на освободившуюся должность. В отличие от более низкого гроулинга Уоллеса, Рид полагался на высокий скриминг, напоминающий хардкорный вокал. Джаред Комерер также покинул группу, его заменил гитарист Майкл Ротвелл. Of Fracture and Failure был записан и сведен Джейми Сен-Мератом и Майклом Хоггардом. Мастеринг был выполнен Аланом Душем в нью-йоркской West West Side Studios. Обложку альбома создал Джейми Сен-Мерат.
В 2008 году Рид и Ротвелл покинули группу, в результате чего Оливер Гоатер был принят в качестве нового гитариста Ulcerate, а новый басист Пол Келланд взял на себя вокальные обязанности. Подход Келланда вернул группу к более низкому вокальному стилю. Затем Ulcerate приступили к написанию и записи своего второго полноформатного альбома Everything Is Fire. Альбом получил признание критиков за его уникальный подход к дэт-металу: Фил Фриман из Allmusic похвалил Everything Is Fire за включение «перкуссионной сложности Isis», «замысловатого каркаса из зазубренной гитары в стиле арт-метала» и использования реприз, которые по стилю были ближе к Shellac, чем к Suffocation.

### The Destroyers of AllиVermis(2010—2014)
В апреле 2010 года Ulcerate объявили, что пишут песни для нового альбома. Оливер Гоутер ушёл из Ulcerate в конце 2010 года, его заменил Уильям Клевердон. Группа выпустила свой третий полноформатный альбом The Destroyers of All 25 января 2011 года на лейбле Willowtip Records. Альбом был выпущен только «от основных трех пишущих участников», и в нем не участвовал Оливер Гоутер, который покинул группу до записи альбома.
Группа гастролировала по Европе в поддержку альбома в феврале 2012 года. Группа выступала во многих странах, включая Францию, Великобританию, Германию, Италию и Словакию. Ulcerate также впервые гастролировали по Северной Америке в поддержку альбома в мае 2012 года, включая выступление на фестивале Maryland Deathfest.
В 2012 году Ulcerate подписали контракт с Relapse Records и объявили о планах записать новый альбом. Альбом записывался в марте и апреле 2013 года в MCA Studios в Окленде. В июле группа объявила, что новый альбом под названием Vermis будет выпущен 13 сентября 2013 года. Альбом получил положительные отзывы после выпуска от Pitchfork, Exclaim! и других изданий.
Группа гастролировала по Северной Америке в поддержку альбома в мае 2014 года вместе с группой Inter Arma. Тур включал концерт в знаменитом рок-баре Saint Vitus в Нью-Йорке. Затем они отправились в обширное турне по Европе (снова в поддержку Vermis) с ноября по декабрь 2014 года. Их поддерживали Wormed, Solace of Requiem и Gigan.

### Shrines of ParalysisиStare Into Death and Be Still(2015—2023)
Группа гастролировала по Австралии и Новой Зеландии в период с апреля по июнь 2015 года. В октябре 2015 года Ulcerate возглавили тур по Соединенному Королевству при поддержке Bell Witch и Ageless Oblivion.
12 марта 2016 года группа объявила, что через месяц они войдут в студию для записи своего пятого полноформатного альбома и начнут публиковать новости о ходе работы на своей странице в Facebook. 27 июня группа официально объявила название, обложку и трек-лист своего пятого альбома. Альбом будет называться Shrines of Paralysis и выйдет на лейбле Relapse Records осенью 2016 года. Они также объявили, что поедут в тур по Северной Америке с исландской группой Zhrine и канадской Phobocosm в поддержку своего нового альбома в ноябре 2016 года. Альбом был официально выпущен 28 октября 2016 года.
В марте 2017 года группа выступила на двухдневном фестивале Direct Underground Fest в Сиднее и Мельбурне вместе с Gorguts, Marduk, Mgła и Départe.
Шестой полноформатный альбом группы Stare Into Death and Be Still был выпущен 24 апреля 2020 года на лейбле Debemur Morti Productions.

### Cutting the Throat of God(2024 —н.в.)
Cutting the Throat of God, седьмой полноформатный альбом коллектива, вышел 14 июня на Debemur Morti Productions.

## Музыкальный стиль
Ulcerate исполняют высокотехничную, атмосферную разновидность дэт-метала. Их музыка чрезвычайно плотна, сложна в композиционном плане, технически требовательна и часто включает в себя непредсказуемые изменения темпа. Барабанщик группы Джейми Сен-Мерат считается чрезвычайно важным аспектом звучания Ulcerate из-за его технических навыков и роли в сочинении, записи, продюсировании и сведения их музыки, а также в создании обложек. Гитарист Майкл Хоггард известен своим широким использованием диссонансов и гитарных эффектов, а также тем, что было описано как «неистовое сочетание экзотических аккордов и неортодоксальных прогрессий». Их стиль сравнивают с такими группами, как Gorguts, Neurosis, Deathspell Omega, Immolation и Portal.

## Список участников

### Текущий состав
- Пол Келланд — вокал, бас-гитара (2005 — настоящее время)
- Майкл Хоггард — гитара (2000 — настоящее время)
- Джейми Сен-Мерат — ударные (2000 — настоящее время)

### Бывшие участники
- Уильям Клевердон — гитара (2010—2012)
- Джаред Коммерер — гитара, бас-гитара (2002—2003)
- Оливер Гоатер — гитара (концертные выступления, 2009—2010)
- Фил Кусабс — бас-гитара (2003—2005)
- Бен Рид — вокал (2006—2008)
- Майкл Ротвелл — гитара (2003—2008)
- Марк Сини — вокал (2000—2002)
- Фил Сматерс — бас-гитара (2002)
- Джеймс Уоллес — вокал (2002—2006)
- Реубен — бас-гитара (2003)

## Дискография

### Студийные альбомы
- Of Fracture and Failure (2007)
- Everything Is Fire (2009)
- The Destroyers of All (2011)
- Vermis (2013)
- Shrines of Paralysis (2016)
- Stare Into Death and Be Still (2020)
- Cutting the Throat of God (2024)

### Мини-альбомы
- Ulcerate (2003)
- The Coming of Genocide (2004)

### Сборники
- The Coming of Genocide (2006)